# Кралево (Тирговиштська область)
Кра́лево (болг. Кралево) — село в Тирговиштській області Болгарії. Входить до складу общини Тирговиште.

## Населення
За даними перепису населення 2011 року у селі проживали 930 осіб.
Національний склад населення села:
| Національність   | Кількість осіб | Відсоток |
| ---------------- | -------------- | -------- |
| турки            | 497            | 68,4%    |
| болгари          | 61             | 8,4%     |
| цигани           | 47             | 6,5%     |
| інша             | 30             | 4,1%     |
| не визначились   | 92             | 12,7%    |
| Всього відповіли | 727            |          |

Розподіл населення за віком у 2011 році:
Динаміка населення: